# لويس فينيسيوس دا سيلفا ماتوس
لويس فينيسيوس دا سيلفا ماتوس (26 يناير 1995 في إسبيريتو سانتو في البرازيل – )؛ هو لاعب كرة قدم سابق كان يلعب كمدافع.

## وصلات خارجية
- لويس فينيسيوس دا سيلفا ماتوس على موقع رابطة كرة القدم اليابانية للمحترفين (اليابانية)
- لويس فينيسيوس دا سيلفا ماتوس على موقع قاعدة بيانات كرة القدم.إي يو (الإنجليزية)
- لويس فينيسيوس دا سيلفا ماتوس على موقع Soccerway.com (الإنجليزية)
- لويس فينيسيوس دا سيلفا ماتوس على موقع عالم كرة القدم.نت (الإنجليزية)